# Jan Fazanowicz
Jan Fazanowicz (ur. 26 listopada 1886 w Aleksandrówce, zm. 16 stycznia 1973 w Poznaniu) – nauczyciel gimnastyki, działacz społeczny, porucznik rezerwy piechoty Wojska Polskiego II RP.

## Życiorys
Jan Fazanowicz urodził się 26 listopada 1886 w Aleksandrówce w małorolnej rodzinie chłopskiej Władysława i Konstancji z Wójcikowskich. W 1904 ukończył w Sosnowcu szkołę średnią, a w latach 1902–1904 uczył się u W. Zakonžyla oraz przez pół roku u Włodzimierz Tetmajera malarstwa zdobniczego. W Sosnowcu należał od 1903 do koła sportowo–atletycznego. W latach 1905–1906 był zaangażowany w pracy niepodległościowej, musiał wyjechać z Sosnowca. W 1906 schronił się w Duhcov (pn. Czechy), gdzie wstąpił do „Sokoła”. Zdobył w Pradze w latach 1909–1910 kwalifikacje nauczyciela wychowania fizycznego. W 1910 po powrocie do kraju pracował jako nauczyciel wychowania fizycznego w szkole handlowej w Sosnowcu i szkole górniczej w Dąbrowie. Zastępca komendanta  Straży Obywatelskiej w Sosnowcu w czasie I wojny światowej, a w latach 1917–1918 w Kielcach był nauczycielem wychowania fizycznego w szkole realnej i seminarium nauczycielskim.
W 1918 na terenie Kielc brał udział w rozbrajaniu Niemców i tam wstąpił do Wojska Polskiego, Po ukończeniu w Warszawie szkoły podchorążych został przydzielony jako oficer w stopniu porucznika do Centralnej Szkoły Wojskowej Gimnastyki i Sportów w Poznaniu, gdzie w latach 1920–1922 pełnił funkcję instruktora gimnastyki, wykładał regulamin fizycznego, gry, był dowódcą kompanii podoficerską, a początkowo jednocześnie prowadził inne kursy Dowództwa Okręgu Generalnego „Poznań”. Został zweryfikowany w stopniu porucznika rezerwy piechoty ze starszeństwem z dniem 1 czerwca 1919. W 1922 został przeniesiony do rezerwy. W 1923, 1924 był oficerem rezerwy 57 pułku piechoty w Poznaniu. W 1934 jako porucznik rezerwy był przydzielony do Oficerskiej Kadry Okręgowej nr VII.
Po odejściu z wojska w 1922 objął stanowisko nauczyciela wychowania fizycznego w gimnazjum Jana Kantego w Poznaniu, gdzie (z przerwą w czasie II wojny światowej) pracował do przejścia na emeryturę w 1958. Był w okresie międzywojennym związkowym naczelnikiem Towarzystwa Gimnastycznego „Sokół” na kraj. Wysiedlony został w czasie II wojny światowej do Ostrowca Świętokrzyskiego, gdzie prowadził tajne nauczanie rysunków. Współpracował po wojnie ze szkolnictwem wyższym: w latach 1946–1950 prowadził gimnastykę w Akademii Wychowania Fizycznego w Warszawie, a w latach 1950–1955 w Wyższej Szkole Wychowania Fizycznego w Poznaniu. Był jednym z założycieli Towarzystwa Krzewienia Kultury Fizycznej w Polsce, a w latach 1957–1965 wiceprzewodniczącym Zarządu Głównego.
Napisał i własnoręcznie zilustrował szereg podręczników z zakresu gimnastyki, np.: Gimnastyka podstawowa, wg Bukha (1932), zeszyty w Bibliotece „Wskazówki dla Przodowników” i w „Popularnej Bibliotece Sportowej”: Gimnastyka dla młodzieży (1954); Gimnastyka przyrządowa dla młodzieży szkolnej (1951; 2 wyd. 1954). Ogłosił szereg artykułów w miesięcznikach „Sport dla Wszystkich” i „Wychowanie Fizyczne i Higiena Szkolna”.
Zmarł 16 stycznia 1973 w Poznaniu. Został pochowany na cmentarzu św. Barbary w Sosnowcu. Od 1921 był żonaty z Aurelią Heleną Konieczną (1896-1991), nauczycielką wychowania fizycznego w gimnazjum poznańskim i miał córkę Janinę.

## Ordery i odznaczenia
- Krzyż Walecznych po raz pierwszy za służbę w POW w b. zaborze austriackim i b. okupacji austriackiej[10]
- Medal Niepodległości (1937)[11]
- Krzyż Oficerski Orderu Lwa Białego – Czechosłowacja[12]